# Södra Bergtjärnen (Gustav Adolfs socken, Värmland)
Södra Bergtjärnen är en sjö i Hagfors kommun i Värmland och ingår i Göta älvs huvudavrinningsområde.